# Partido Comunista de Tailandia
El Partido Comunista de Tailandia (en tailandés: พรรค คอมมิวนิสต์ แห่ง ประเทศไทย; Phraekh Khommiwnisthaeng Pratheṣthai, abreviado พคท) fue un partido político de Tailandia, activo desde 1942 hasta la década de 1990. Inicialmente conocido como Partido Comunista de Siam, la formación fue fundada oficialmente el 1 de diciembre de 1942, aunque el activismo comunista en el país se inició en 1927. En la década de 1960 el PCT creció en adeptos y apoyos, y fue uno de los movimientos comunistas más importantes en el Sudeste Asiático. A pesar de que el PCT sufrió divisiones internas, su apoyo rural se estimó en al menos cuatro millones de personas, con entre 10.000 y 14.000 hombres armados. Su influencia se concentraba en las regiones del noreste, norte y sur del país.
Sin embargo, tras una serie de controversias internas, los cambios en las alianzas internacionales y la guerra contra el Gobierno tailandés, junto al final de la Guerra Fría, el Partido desapareció de la escena política a comienzos de la década de 1990.

## Historia

### Primeros años (1920-1930)
Los orígenes del movimiento comunista en Tailandia se remontan a la fundación del Comité Especial de Siam del Partido Comunista de los Mares del Sur entre 1926 y 1927. Una ola de izquierdistas que huían de China a finales de la década de 1920 tras la ruptura entre el Kuomintang y el Partido Comunista de China en 1927 también aumentó el apoyo a sus actividades. Las fechas varían, pero en algún momento entre finales de 1929 y principios de 1930 fue fundado el "Partido Comunista de Siam".

### Fundando el Partido (1940-1950)
Durante la fase inicial de su existencia, el Partido Comunista de Siam fue un partido pequeño. Su base se componía principalmente de intelectuales de Bangkok. A principios de 1948, la inteligencia británica estimaba que el Partido contaba con 3.000 miembros distribuidos por todo el país "como mucho". El Partido disfrutó de un breve período de legalidad entre 1946 y 1948. Los cuarteles generales secretos de los comunistas siameses se encontraban en un edificio de madera en la calle Si Phraya de Bangkok.
Una delegación del ya Partido Comunista de Tailandia asistió al II Congreso Nacional del Partido Comunista de Vietnam, celebrado en Tuyen Quang en febrero de 1951.
El PCT celebró su II Congreso en 1952.

### La Guerra Popular (década de 1960)

El dirigente comunista chino Mao Zedong supuso una de las principales influencias para los comunistas tailandeses.

En 1960, el PCT asistió al Encuentro Internacional de Partidos Comunistas y Obreros celebrado en Moscú.
El PCT celebró su III Congreso en septiembre de 1961. En la ruptura sino-soviética, el PCT se posicionó junto al Partido Comunista de China. En octubre de 1964, su posición fue publicada en un mensaje de agradecimiento con ocasión del 15º aniversario de la República Popular China. Ideológicamente, el Partido se alineó con el maoísmo. En 1961 formuló una política de lucha armada inspirada en la experiencia china, que fue hecha pública en 1964. El PCT condenó al Partido Comunista de la Unión Soviética como "revisionista" y "social-imperialista". A partir de 1966 las relaciones con el Partido Comunista de Vietnam comenzaron a deteriorarse, a raíz de las críticas de los comunistas tailandeses a los vietnamitas por no seguir una estrategia pro-china, hecho que se confirmaría tras la Guerra de Vietnam y la fundación de la unificada República Socialista de Vietnam en 1976, que se alineó totalmente con la URSS.
La "Voz del Pueblo de Tailandia", una emisora de radio controlada por el PCT, fue establecida en la región china de Yunnan, fronteriza con Tailandia, en marzo de 1962.
El PCT lanzó el Frente Patriótico Tailandés el 1 de enero de 1965. El FPT tenía un programa de 6 puntos para la paz y la neutralidad. El Frente llamaba a la formación de un gobierno patriótico y democrático, y se oponía al régimen tailandés y a la presencia de tropas de EE. UU. en el país. El FPT pretendía jugar el rol del frente unido en el marco de una estrategia de guerra popular: "Partido-Ejército-Frente".
La lucha armada de baja intensidad comenzó en agosto de 1965, tras la declaración del PCT a través de su radio desde China de que "una era de lucha armada había comenzado". Al mismo tiempo el PCT intensificó el inicio de acciones armadas en el distrito de Na Kae, en la provincia de Nakhon Phanom - fronteriza con Laos. En esa época se estimaba que el PCT contaba con 1.200 combatientes armados bajo su mando.
La oposición a la presencia militar de EE. UU. en Tailandia fue de suma importancia para el discurso político del PCT durante la Guerra de Vietnam. El PCT alegaba que Tailandia era un país neocolonial bajo el control directo de EEUU. Se le dio un énfasis entonces a la lucha por la independencia nacional. No obstante, a partir de 1968 la teoría del neocolonialismo fue refutada por amplios sectores del Partido, que se inspiraban en los postulados maoístas que afirmaban que Tailandia era un país semicolonial.
En 1969 se formó el Comando Supremo del Ejército Popular de Liberación de Tailandia, marcando una nueva fase en la consolidación de las fuerzas guerrilleras. La lucha armada se expandió a varios distritos del norte, en las montañosas áreas de la provincia de Phetchabun y en la provincia de Lampang. Las fuerzas armadas del PCT también establecieron su presencia en la frontera meridional con Malasia, en las áreas donde se concentraban las fuerzas del Partido Comunista de Malasia, también cercano a postulados maoístas e inmerso en una guerra de guerrillas de similares características.
En julio de 1969 fueron arrestados 9 miembros del PCT, incluyendo un alto cargo del Comité Central. Las detenciones fueron presentadas por las autoridades tailandesas como una victoria crucial ante los comunistas.

### Apogeo (década de 1970)
De 1970 en adelante el EPLT recibió un apoyo logístico significativo de parte de las vecinas naciones de China y Vietnam. Las fuerzas del EPLT intensificaron sus operaciones, incluyendo ataques a las bases de las Fuerzas Aéreas estadounidenses establecidas en Tailandia.
Cuando el Reino de Tailandia y la República Popular China establecieron relaciones diplomáticas en 1975, un anuncio de "Voz del Pueblo de Tailandia" celebró este acontecimiento.
En los días posteriores a la Masacre del 6 de Octubre de 1976 en la Universidad Thammasat y en un clima de represión creciente tras el golpe de Estado militar, el PCT fue capaz de ampliar su base militante. Muchos de los nuevos reclutas eran estudiantes, obreros, intelectuales, campesinos o cuadros del Partido Socialista de Tailandia. Más de 1000 estudiantes se unieron al PCT, incluyendo muchos representantes universitarios de todo el país. Una amplia sección de nuevos miembros reclutados recibió entrenamiento militar y político en campos del EPLT en Laos. Sus instructores eran tailandeses, laosianos y vietnamitas.
En muchos casos, sin embargo, los estudiantes acostumbrados a una vida urbana tenían dificultades para adaptarse a las duras condiciones de la guerra de guerrillas, por lo que el PCT decidió destinar a muchos de ellos en aldeas en vez de en la selva profunda. Los nuevos reclutas estudiantes fueron divididos en grupos de entre 5 y 10, que fueron distribuidos por las aproximadamente 250 "aldeas liberadas" del país.
Hacia 1977 el PCT contaba con una estimación de entre 6.000 y 8.000 combatientes armados, y alrededor de un millón de simpatizantes. La mitad de las provincias del país fueron declaradas como "infiltradas por comunistas" por fuentes oficiales tailandesas de la época.
La entrada de intelectuales izquierdistas al Partido fortaleció su capacidad de perseguir políticas de frente unido. Posterior a la expansión de su militancia, el PCT comenzó a extender su mano a sectores más amplios de la sociedad tailandesa para formar un frente amplio y democrático. El 7 de mayo de 1977 el Partido Socialista de Tailandia declaró que cooperaría en la lucha armada junto a los comunistas. El 2 de julio los dos partidos declararon la formación de un frente unido.
El 4 de octubre la VDPT declaró la formación del Comité de Coordinación de Fuerzas Patrióticas y Democráticas el 28 de septiembre. El comité de coordinación, formado por 9 miembros, consistía de:
- Presidente: Udom Srisuwan (Miembro del Comité Central del PCT)
- Vicepresidente: Boonyen Wothong (PST)
- Miembro del Comité: Monkon Na Nakhon (PCT)
- Miembro del Comité: Therdphum Chaidee
- Miembro del Comité: Sithon Yokantha (Movimiento campesino)
- Miembro del Comité: Samak Chalikun (Partido Socialista del Frente Unido)
- Miembro del Comité: Chamni Sakdiset
- Portavoz y miembro del Comité: Sri Inthapathi (antiguo funcionario del Departamento de Relaciones Públicas del Gobierno tailandés)
- Secretario: Thirayut Boonmi (dirigente estudiantil y editor de "Samakhi Surop" o "Unidos para Luchar", una revista que circulaba entre estudiantes e intelectuales de dentro y fuera de Tailandia).

Alineados junto al PCT en aquella época se encontraban también las Fuerzas Armadas Populares de Liberación de los Musulmanes Tailandeses y el Centro Nacional Estudiantil de Tailandia.

### Alianzas cambiantes

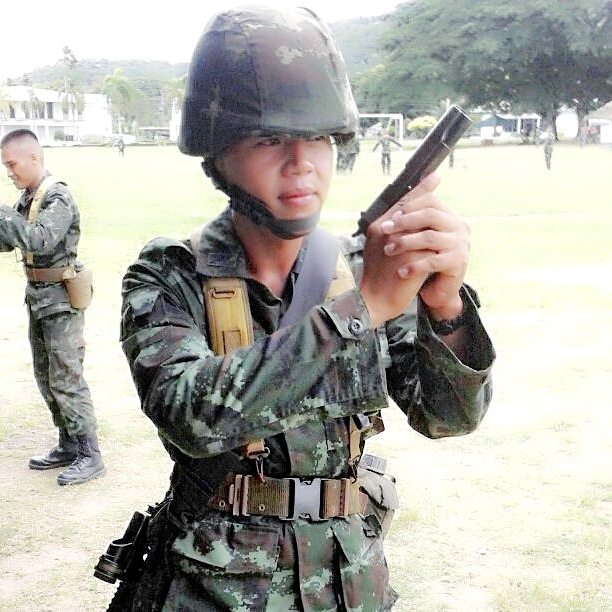
Soldado del Real Ejército Tailandés, principal fuerza que enfrentó a los insurgentes comunistas en Tailandia.

El crecimiento militar y político fue ensombrecido por los acontecimientos en el área diplomática. El Partido dependía del apoyo de Estados y partidos comunistas de los países vecinos, y las alianzas internacionales colocaron a los comunistas tailandeses entre la espada y la pared.
A finales de 1978 la ruptura sino-soviética escaló a hostilidades armadas en el Sudeste Asiático tras el estallido de una guerra entre Vietnam y Kampuchea Democrática, dos países que apoyaban al PCT. Laos, país donde el EPLT tenía numerosas bases, se posicionó junto a Vietnam en la disputa. En enero de 1979 el PCT y el EPLT fueron expulsados de Laos por las autoridades laosianas, lo que supuso un importante golpe a la fuerza militar del Partido. Bunyen Worthong y una pequeña sección de otros exlíderes estudiantiles/intelectuales rompieron con la dirección del PCT el 22 de octubre de 1979 y formaron el Partido de Liberación Thai Isan (generalmente llamado "Pak Mai" o Partido Nuevo) en Vientián. El Pak Mai fue un partido comunista que apoyaba las posturas de Vietnam y Laos, teniendo su base en la capital de este último país.
Inicialmente, el PCT adoptó una postura neutral en el conflicto emergente entre Vietnam y la Kampuchea Democrática de Pol Pot, causando un deterioro de las relaciones tanto con el Partido Comunista de China como con el Partido Comunista de Vietnam. Sin embargo, tras la intervención militar vietnamita en Camboya, el Partido Comunista de Tailandia condenó la acción en un comunicado emitido el 7 de junio de 1979.
Mientras las relaciones diplomáticas y comerciales entre Tailandia y China mejoraban, y los gobiernos chino y tailandés encontraban un enemigo común en el Vietnam prosoviético, el apoyo moral y logístico al PCT por parte de los chinos descendió notablemente. El Partido Comunista de China comenzó a sugerir al PCT que bajara el tono de su discurso revolucionario contra el Gobierno tailandés en sus transmisiones radiofónicas, centrándose más en la necesidad de apoyar a las fuerzas de la Kampuchea Democrática contra los vietnamitas. El 10 de julio de 1979 la Voz del Pueblo de Tailandia declaró que cesaría su servicio de emisión. El 11 de julio el último programa fue transmitido. El Diario del Pueblo emitió un mensaje de agradecimiento del PCT en el 30.º aniversario de la República Popular China, llamando a la unidad militante entre los comunistas chinos y tailandeses, tras lo cual las informaciones sobre el Partido Comunista de Tailandia en los medios chinos se volverían escasas.

### Declive (década de 1980)

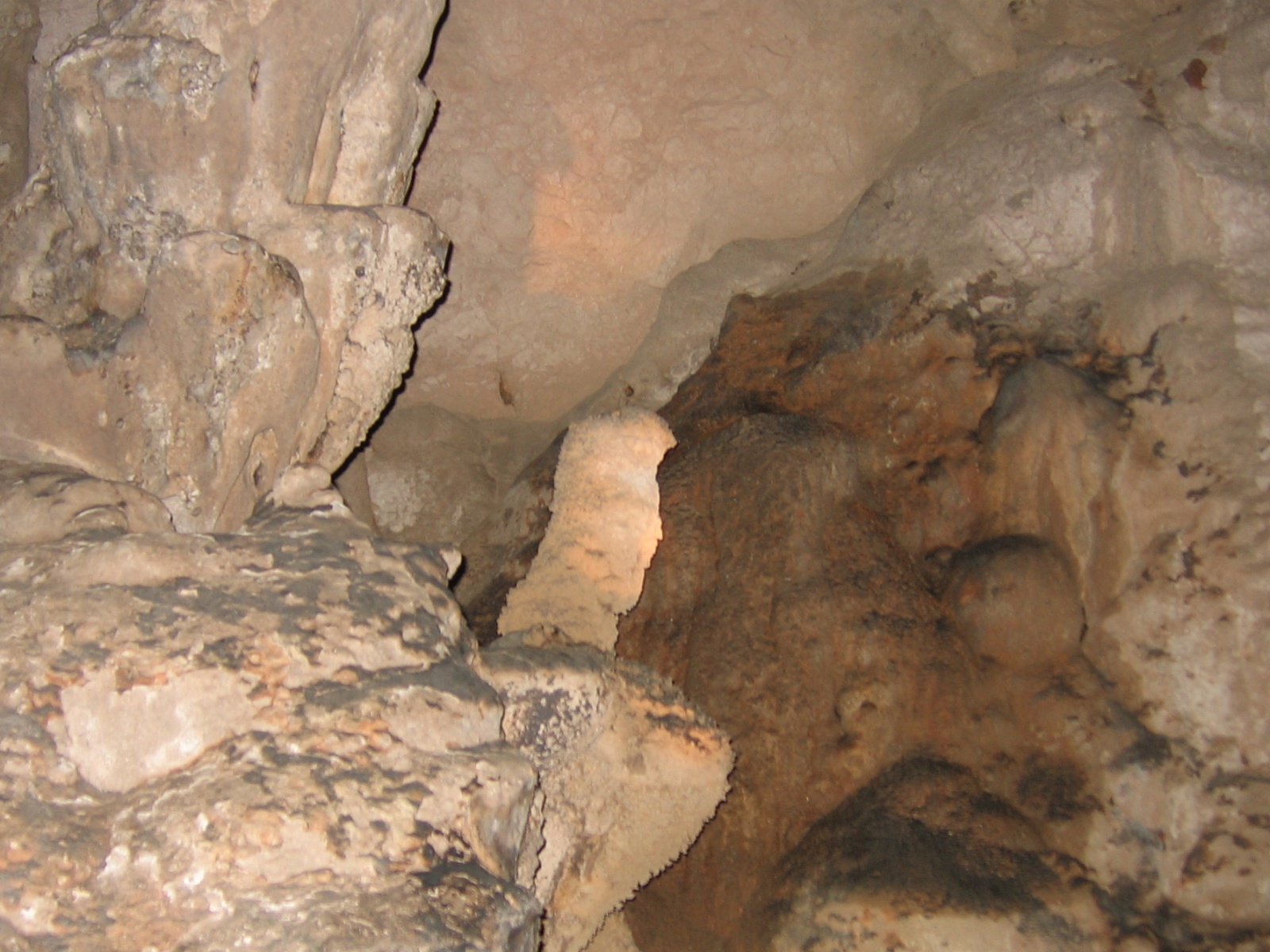
Espeleotema dentro de la Cueva de Ta Ko Bi, en la provincia de Tak. En su día esta cueva fue utilizada como base de las guerrillas comunistas tailandesas.

En 1980 el Gobierno tailandés adoptó una orden gubernamental conocida como "66/2523", en la que se alentaba a los cuadros del PCT a desertar. A los cuadros desertores se les garantizaba eventualmente una amnistía.
En marzo de 1981 el Partido Socialista de Tailandia rompió sus relaciones con el PCT, afirmando que éste estaba controlado por influencias extranjeras.
En abril la dirección del PCT propuso al Gobierno tailandés el inicio de conversaciones de paz. El Gobierno tailandés respondió que los combatientes del PCT debían desmovilizarse antes de que se pudieran iniciar las conversaciones. En una declaración del 25 de octubre de 1981, el general Chavalit Yongchaiyudh, director del Departamento de Operaciones del Ejército tailandés, dijo que la guerra contra el PCT se estaba aproximando a su final al haber sido destruidas todas las bases principales del EPLT en el norte y noreste del país.
En 1982 el Gobierno tailandés, bajo el entonces primer ministro, general Prem Tinsulanonda, decretó otra orden ejecutiva conocida como "65/2525", ofreciendo la amnistía a los combatientes del PCT-EPLT.
Entre 1982 y 1983 el PCT experimentó deserciones en masa de sus cuadros, viéndose su potencial militar severamente reducido. Muchos de los que desertaron a inicios de la década de 1980 fueron los estudiantes e intelectuales que se unieron al Partido tras la masacre de 1976. Los desertores generalmente rechazaban las posiciones ideológicas maoístas del PCT, argumentando que Tailandia estaba emergiendo como nación industrial y que la estrategia de guerra campesina debía ser abandonada.
Damri Ruangsutham, un influyente miembro del Politburó del PCT, y Surachai Sae Dan, una figura dirigente del PCT en el sur del país, fueron capturados por fuerzas gubernamentales tailandesas en esa época.
No ha habido reportes de actividad del Partido Comunista de Tailandia desde principios de la década de 1990. Sin embargo, el destino exacto del PCT es desconocido, y continúa ilegalizado a día de hoy.

## Organización
En la década de 1970, el PCT estaba dirigido por un Politburó de 7 miembros, elegido por un Comité Central de 25 miembros. Bajo el Comité Central había varios comités provinciales ("changwat") y comités de distrito ("amphoe"). A nivel local existían otras estructuras partidarias como el "tambol" o el "muban".
La información sobre la dirección del PCT es escasa. El PCT en sí mismo siempre fue muy cauteloso de revelar las identidades de sus dirigentes. De acuerdo a un documento camboyano de 1977, durante el régimen de los Jemeres Rojos, el Secretario General del PCT era "Khamtan" (nom de guerre de Phayom Chulanont). Otras fuentes mencionan al "Camarada Samanan" (Jaroen Wanngam) como el líder del Partido durante ese período.

## Composición étnica
Antes de la formación del Partido Comunista de Siam, el Partido Comunista de China tenía una rama activa en el exilio trabajando entre la comunidad china en Tailandia. El Partido obtuvo estatus legal en 1946, y tuvo una influencia significativa en sindicatos y entre los estudiantes chinos. El Partido tenía alrededor de 2.000 miembros activos y otros 3.000 simpatizantes en Siam. Sin embargo, tras el establecimiento de la República Popular China en 1949 la mayoría de los comunistas chinos en el país se unieron al PCT. Desde esta época hasta 1976, la militancia del Partido sería ampliamente étnicamente china. Sin embargo, siguiendo a la rápida expansión del PCT tras la masacre de 1976 el perfil del Partido cambió y los thai se convirtieron en el grupo étnico dominante entre los rangos del PCT.
También hubo una fuerte presencia de otras minorías étnicas en los rangos del Partido. Curiosamente, mientras muchos mon en el vecino Laos tendían a posicionarse junto a fuerzas anticomunistas, el PCT fue capaz de construir una fuerte base entre las poblaciones mon de Tailandia.